# Puig de la Sivina
El Puig de la Sivina és una muntanya de 262 metres que es troba al municipi de Terrades, a la comarca catalana de l'Alt Empordà.